# عبد اللطيف أبو رجيلة
عبد اللطيف أبو رجيلة (مولد مجهول) هو رجل أعمال مصري ورائد حافلات النقل العام بمدينة القاهرة ارتبط اسمه أيضاً بنادى الزمالك الرياضي.

## حياته ونشأته
أبو رجيلة ابن مدينة إسنا في صعيد مصر، ولد في أم درمان في السودان، وتعلم وعمل في البداية في القاهرة، واكتسب الخبرة العلمية والعملية في لندن وروما، فكانت الصفقة الأولى في إيطاليا، ثم حقق الشهرة والنجاح في القاهرة من جديد، قبل أن يتوزع نشاطه بعد التأميم بين إيطاليا والسودان، لتنتهي الرحلة في مصر. ارتبط اسمه بالعصر الذهبي لحافلات النقل العام في مصر، تزوج من إيطالية تسمي لندا.

## مسيرته
بعد التعليم الأولي في السودان، جاء أبو رجيلة إلى القاهرة، والتحق بالمدرسة السعيدية الثانوية. وفي الجامعة التحق بكلية التجارة، وعمل عبد اللطيف أبو رجيلة بعد تخرجه في بنك مصر. كان أبو رجيلة يعتبر نفسه تلميذاً في مدرسة طلعت حرب. بدأ رحلة الاستيراد والتصدير برأسمال متواضع: 34 جنيهاً
اشترى أبو رجيلة آلة كاتبة ومكتباً وطوابع بريد، وعيّن موظفاً ليعاونه بمرتبٍ لا يزيد عن خمسة جنيهات في الشهر، وانطلق في مشروعه الجديد
عملٌ شاقٌ ونجاح وصعود، ثم إفلاس وهبوط. كانت ثروة أبو رجيلة كلها في موانيء إيطاليا ممثلة في كميات كبيرة من البضائع، وضاع كل شيء في غارات الحرب العالمية الثانية التي طالت بالدمار الأغلب الأعم من الأراضي الإيطالية. أصبح وفق تعبيره الساخر "على الحديدة"، لكنه لم يعرف اليأس، وعاود الصعود إلى القمة.
عاش أبو رجيلة في إيطاليا سنواتٍ طويلة قبل ثورة يوليو 1952، وتزوج من إيطالية تدعى لندا. عاد إلى مصر للمرة الأولى قبيل نهاية عام 1949، بعد انقطاع تجاوز 12 عاماً. اشترى قطعة أرضٍ في وسط القاهرة، لكنه عاد إلى إيطاليا من جديد في نهاية عام 1952، بعد شهورٍ قليلة من ثورة يوليو
استدعاه عبد اللطيف البغدادي، وزير الشؤون البلدية عام 1954، وطلب منه أن يتولى أتوبيس القاهرة، فوصل المرفق على يديه إلى مستوى غير مسبوق من النمو، والنظام، والنظافة، والكفاءة في الأداء، وكان ينقل 13 مليون راكب شهرياً، من خلال شركة كانت تضم 4 آلاف موظف.
بعد عامين من بدء العمل، كان لدى خطوط القاهرة أكثر من 400 سيارة أتوبيس تقدم خدمات راقية وبكفاءة، وفق مواعيد منضبطة- ولم يكن الزمن الفاصل بين كل سيارتين في الخطوط المزدحمة يتجاوز ثلاث دقائق- ينفذها سائقون ومحصلون ومُدرَبون.
تولى عبد اللطيف أبو رجيلة رئاسة نادي الزمالك عام 1956، وحصل النادي على بطولة الدوري لأول مرة في تاريخه، منذ نشأ عام 1911.